# Plaxiphora caelata
Plaxiphora caelata är en blötdjursart som först beskrevs av Reeve 1847.  Plaxiphora caelata ingår i släktet Plaxiphora och familjen Mopaliidae. Inga underarter finns listade i Catalogue of Life.